# معضلة براهماغوبتا
معضلة براهماغوبتا هي معضلة رياضية عمل على حلها عالم الرياضيات الهندي براهماغوبتا عام 628م في أطروحته سيندهانتا.

## حل معادلة بيل
{\displaystyle x^{2}-92y^{2}=1.}
أوجد براهماغوبتا أصغر حل كالتالي:
{\displaystyle (x,y)=(1151,120).}

## روابط خارجية
- إيريك ويستاين، Brahmagupta's Problem، ماثوورلد Mathworld (باللغة الإنكليزية).